# Давыдов, Сергей Владимирович
Серге́й Влади́мирович Давы́дов (род. 31 января 1969, Старое Ахпердино, Чувашская АССР) — российский легкоатлет, специалист по бегу на длинные дистанции, кроссу и марафону. Выступал на профессиональном уровне в 1996—2006 годах, чемпион России в беге на 10 000 метров и полумарафоне, многократный победитель и призёр первенств всероссийского значения, участник чемпионата мира по кроссу в Дублине. Представлял Чувашию. Мастер спорта России.

## Биография
Сергей Давыдов родился 31 января 1969 года в селе Старое Ахпердино Канашского района Чувашской АССР. Окончил Канашский финансовый техникум (1987).
Занимался лёгкой атлетикой в Республиканской специализированной детско-юношеской спортивной школе олимпийского резерва № 3 в Новочебоксарске и в Школе высшего спортивного мастерства им. А. В. Игнатьева в Чебоксарах, проходил подготовку под руководством заслуженного тренера Чувашии А. Г. Мефодьевой. Неоднократно становился победителем и призёром первенств Чувашии, в 1993 году выполнил норматив мастера спорта.
Впервые заявил о себе на крупных соревнованиях в сезоне 1996 года, когда стал пятым на марафоне в Лас-Вегасе и седьмым на полумарафоне в Санкт-Петербурге.
В 1997 году на чемпионате России в Туле выиграл серебряную медаль в беге на 5000 метров.
В 1998 году на чемпионате России в Москве вновь стал серебряным призёром в 5000-метровой дисциплине. На соревнованиях в Нижнем Новгороде установил свой личный рекорд в полумарафоне — 1:03:35.
В 1999 году на чемпионате России по бегу на 10 000 метров в Москве превзошёл всех соперников и завоевал золотую награду.
В 2000 году помимо прочего получил серебро на Московском международном полумарафоне, в беге на 5000 метров с личным рекордом 13:56.92 взял бронзу на Мемориале братьев Знаменских в Санкт-Петербурге, в беге на 10 000 метров финишировал четвёртым на чемпионате России в Туле, при этом так же установил личный рекорд — 29:05.78.
В 2002 году выиграл серебряную медаль в дисциплине 4 км на весеннем чемпионате России по кроссу Кисловодске, представлял страну на кроссовом чемпионате мира в Дублине, где занял итоговое 45-е место. Помимо этого, показал 15-й результат на Пражском марафоне, стал бронзовым призёром на чемпионате России по полумарафону в Новосибирске.
В 2004 году завоевал бронзовую награду на чемпионате России по бегу на 10 000 метров в Туле, одержал победу на Космическом марафоне в Королёве.
В 2005 году на чемпионате России по полумарафону в Саранске с результатом 1:06:38 превзошёл всех соперников и получил золото.
Завершил спортивную карьеру по окончании сезона 2006 года.
Впоследствии в течение многих лет служил в Министерстве внутренних дел по Чувашской Республике.